# Neubeurer Freibadesee
Die Neubeurer Freibadesee oder einfach Neubeuerer See ist ein künstliches Badegewässer auf dem Gebiet von Markt Neubeuern im Landkreis Rosenheim in Bayern.

## Beschreibung
Der See liegt auf 453 m ü. NHN nahe dem Weiler Unterpösnach der Marktgemeinde knapp nördlich der Grenze zur Gemeinde Nußdorf am Inn vor dem Westfuß des Samerberg-Höhenzuges und dessen letztem Gipfel Steinberg (729 m ü. NHN). Im Westen fließt in nur etwa hundert Metern Entfernung hinter seinem Hochwasserdamm der Inn nach Norden, im Osten zieht noch etwas näher der Breitner Bach in derselben Richtung. Der See hat keine oberflächlichen Zu- und Abflüsse. Wegen des Hochwasserdamms dürfte er unterirdisch zum Breitner Bach entwässern.
Der Neubeurer Freibadesee ist in Nord-Süd-Richtung etwa 250 Meter lang, quer dazu misst er dank einer östlichen Nebenbucht bis etwa 180 Meter Breite. Er hat eine Fläche von etwa 3,2 ha und ist ringsum von einer mehr oder weniger breiten Liegewiese umgeben. Im Süden liegen jenseits dieser Felder der Nachbargemeinde, im Norden schließt sich zwischen den beiden Fließgewässern Auenwald an. Ein Kiosk und Badeanlagen befinden sich an der Nordseite. Der See ist über die St 2359 Rosenheim–Neubeuern–Nußdorf–Kufstein zu erreichen.

### BayernAtlas („BA“)
Amtliche Topographische Karte mit passendem Ausschnitt und den hier benutzten Layern: Neubeurer Freibadesee und Umgebung

Allgemeiner Einstieg ohne Voreinstellungen und Layer: BayernAtlas der Bayerischen Staatsregierung (Hinweise)
1. ↑  Seefläche abgemessen auf dem Hintergrundlayer Amtliche Karte.
2. 1 2  Dimensionen abgemessen auf dem Hintergrundlayer Amtliche Karte.
3. ↑  Höhe nach blauer Beschriftung auf dem Hintergrundlayer Amtliche Karte.
4. ↑  Höhe nach schwarzer Beschriftung auf dem Hintergrundlayer Amtliche Karte.

### Sonstige
1. ↑  Seite Neubeurer See auf der Website www.chiemsee-alpenland.de der Chiemsee-Alpenland Tourismus GmbH & Co. KG, abgefragt am 18. April 2021